# Moldavské magnátské války
Moldavské magnátské války o nadvládu nad Moldavským knížectvím probíhaly v letech 1593–1617. Svářely se v nich tři velmoci tehdejší jihovýchodní Evropy: Osmanská říše, Habsburská monarchie a Republika obou národů, jejíž magnáti v čele s kancléřem Polska Janem Zamojským svým úsilím o ovládnutí Moldavska dali válkám jejich dnešní jméno. Do bojů významně zasahovaly i další relativně nezávislé síly, zejména Tataři krymského chanátu pod patronací Osmanů a kozáci spojení s polsko-litevskou unií. Válku ukončila 23. září 1617 smlouva z Buši (Jarugy) mezi Osmany a Republikou obou národů, v níž se Poláci zavázali nezasahovat do záležitostí osmanských vazalů ve východní Evropě a obě strany se zavázaly na sebe neútočit ani prostřednictvím svých vazalů. Smlouva ovšem nebyla nikdy plně dodržována a již roku 1620 došlo k další válce mezi smluvními stranami, první polsko-osmanské válce.